# Amaxia violacea
Amaxia violacea är en fjärilsart som beskrevs av Paul Reich 1933. Amaxia violacea ingår i släktet Amaxia och familjen björnspinnare. Inga underarter finns listade i Catalogue of Life.